# آرام آرام (فیلم ۲۰۰۳)
آرام آرام یا آهسته آهسته (به هندی: Chori Chori) فیلمی محصول سال ۲۰۰۳ و به کارگردانی میلان لوتهیرا است. در این فیلم بازیگرانی همچون رانی موکرجی، اجی دیوگن، سونالی بندره، کامینی کاشال، تیکو تالسانیا ایفای نقش کرده‌اند.

## خلاصه داستان

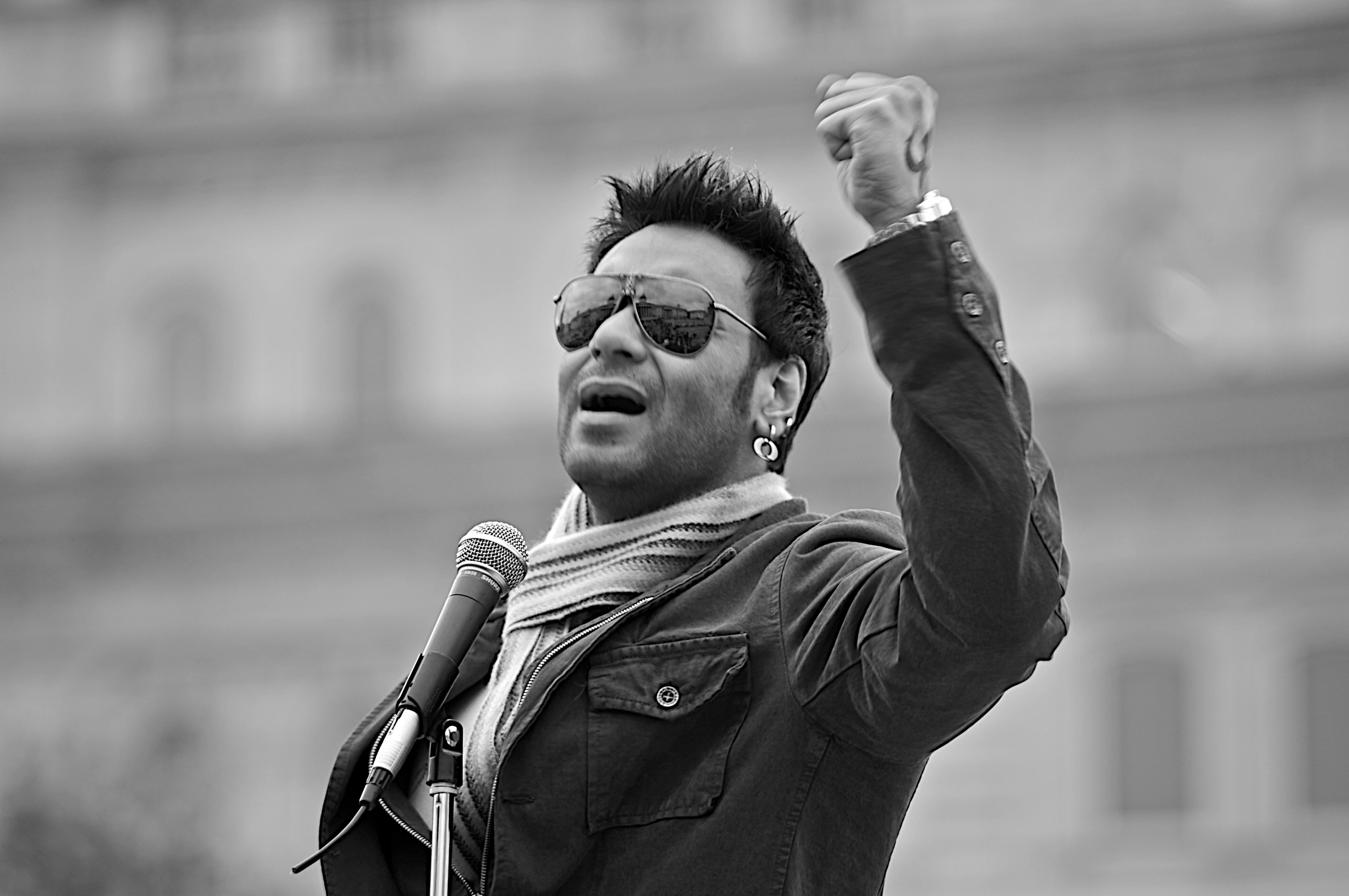
اجی دیوگن

مردی به نام رانبیر مالهوترا(اجی دیوگن) با نامزدش پوجا دچار اختلاف می‌شود هم‌زمان دختری به نام خوشی(رانی موکرجی) به خانه خالی و در حال ساخت رانبیر می‌رود و در حالی که رانبیر حضور ندارد خود را دوست و نامزد رانبیر معرفی می‌کند رانبیر پس از بازگشت و با دیدن ماجرا و اینکه خوشی ساکن خانه او شده‌است ناراحت می‌شود اما با خوشی توافق می‌کند تا در ازای دریافت هفته‌ای ۲۰۰۰ روپیه و زندگی در این محل به این نمایش ادامه دهد تا حسادت نامزد سابقش پوجا را برانگیزد.
این تظاهر به دوستی آرام آرام منجر می‌شود تا خوشی و رانبیر عاشق هم شوند و در پایان ازدواج می‌کنند.